# 四四異形介
四四異形介（学名：Heteroconchella quadraquercita）为粗面介科異形介屬下的一个种。